# スウォンジー・アンド・マンブルズ鉄道1形電車
この項目では、かつてイギリスに存在した鉄道であるスウォンジー・アンド・マンブルズ鉄道（Swansea and Mumbles Railway）で使用された電車について解説する。1920年代後半に実施された電化に合わせて導入された2階建て車両で、イギリスの路面電車規格の電車では最も大型の車体を有していた。

## 概要
世界で初めて定期的な旅客運転を開始した鉄道路線として知られるスウォンジー・アンド・マンブルズ鉄道では、開業時の馬車鉄道から1877年以降順次蒸気機関車が牽引する客車列車による運転へ切り替えられた。その後、より近代的な動力を模索する中で注目された、電気を動力とする車両の導入は20世紀初頭から検討され、充電池を用いた車両の試験的な導入も実施されたが、この時点で実現する事は無かった。そのような情勢の中、スウォンジー・アンド・マンブルズ鉄道の運営権を1927年に獲得したサウスウェールズ・トランスポート（South Wales Transport、SWT）は路線の電化を含めた近代化計画を進める事となり、変電所の建設、架線の敷設、枕木やバラストの交換を進めた。そして、その一環として導入されたのが新造した電車であった。当初は11両が発注されたが、後年に2両の追加発注が実施された。
両運転台式の2階建てボギー車で、1階部分の前後に乗降扉が存在し、座席は1階に48人分、2階に58人分が設置されていた。全長は45 ft 1 in (13,740 mm)、全高は15 ft (4,600 mm)で、イギリスで使用された2階建て路面電車車両の中で最大の車体寸法を有していた。主電動機はブリティッシュ・トムソン-ヒューストン（British Thomson-Huston、BTH）製の出力60 hp (45 kW)のもので、各台車に1基搭載されていた。塗装については、導入当初クリーム色を基調に1階部分の窓下を始めとした各所に赤茶色の帯が塗られていたが、1935年以降は暗い赤色を基調にクリーム色の帯が塗られるものに変更された。これらの車両は1両での運行に加え、総括制御が可能な設計を活かして2両編成での連結運転も実施されていた。
電車の試験運転は1928年から行われ、蒸気機関車列車の運行が終了した翌日の1929年3月2日から営業運転を開始した。電化を記念した祝賀会が実施されたのは4月17日であった。電車の導入を始めとした近代化の成果は大きく、1925年時点の年間利用客数が約68万人であったものが1938年には100万人を突破し、第二次世界大戦中はさらに急激な増加を見せた。戦後も1953年時点で年間利用客数が315万人を記録していたが、その後の利用客は減少傾向が止まらず、更に維持費用の増大も問題となっていた。そして、1958年にスウォンジー・アンド・マンブルズ鉄道を完全に買収したサウスウェールズ・トランスポートは路線を路線バスへ置き換える事を決定し、1959年10月にマンブルズ側の桟橋方面の一部区間が廃止され、翌1960年1月5日をもって残りの区間も営業運転を終了した。
2024年時点で完全な形で残されている車両は存在しないが、1両（7）の前面部分がスウォンジー博物館（Swansea Museum）が管理する路面電車保存庫に展示されている。

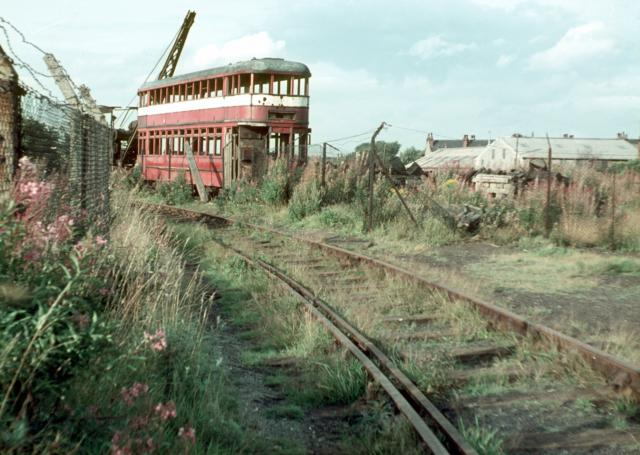
廃止後放置されていた2階建て電車（1967年撮影）

## 参考資料
- Rob Gittins (1982-1-1). Rock & roll to paradise : The History of the Mumbles Railway. Gomer Press. ISBN 978-0850886382
- Gerald Gabb (1987-12-1). The Life and Times of The Swansea and Mumbles Railway. D.Brown and Sons Limited. ISBN 978-0905928791